# 희망재건중학교
희망재건중학교는 전라남도 화순군 이양면 오류리와 화순읍 교리에 있던 사립 중학교이다. 광주희망학교,  광주희망평생교육원의 전신이다.

## 연혁
- 1968년 : 전라남도 화순군 이양면 오류리에서 중학교 과정(학생 15명)으로 개교
- 1969년 7월 24일 : 보성군 노동면 광곡리로 이전하고, 재건 국민운동중앙회에 희망재건중학교로 등록, 정식 개교(학생 수 57명)
- 1971년 : 화순지역 통학생들이 늘어나 광곡리 소재 재건중학교는 조남송이 일임하고 6월 1일 화순군 능주면 백암리에 학교부지를 마련 교실(20평형) 4칸, 교무실(15평형)1칸, 기숙사(20평형) 1동과 운동장을 확보
- 1974년 4월 13일 : 희망재건학교 분교인 청풍희망재건학교 분교가 개교
- 1974년 : 청풍희망재건학교 분교의 재정난과 교장 정영식의 와병으로 폐교
- 1978년 1월 4일 : 설립자 겸 교장 정영관 지병, 과로로 별세, 정영관의 맏형 정영식 2대 교장 취임
- 1980년  : 1970년대 후반부터 농촌 청소년들의 탈농촌, 도시진출화로 인한 학생수 급감, 정원 미달. 교통이 편리한 화순읍 교리로 이전, 중학교 과정에서 고등학교 과정을 병설 설치. 동시에 야간 교육과정 개편, 3년교육 과정에서 1년 6개월 교육과정으로 교육기간 단축
- 1983년  : 미진학 청소년을 대상으로 학생을 모집하였으나 학생 수 정원 미달. 운영난으로 광주직할시 화정동으로 이전, 1984년 계림동으로 재이전. 광주희망학교로 개편됨.